# Lotta ai XII Giochi del Mediterraneo
I tornei di lotta ai XII Giochi del Mediterraneo si sono svolti dal 22 al 25 giugno 1993 nella regione di Linguadoca-Rossiglione, in Francia.
Il programma ha previsto tornei di lotta libera e lotta greco-romana maschile, con 10 categorie per ciascuna disciplina.

## Podi

### Lotta libera
| Evento | Oro                 | Argento              | Bronzo                        |
| 48 kg  | Fevzi Kaynak        | Filippo Fiumefreddo  | Nidal Sik                     |
| 52 kg  | Mevlana Kulac       | Michele Liuzzi       | Ivan Tabounchtchik Tabounidis |
| 57 kg  | Ismail Zurnaci      | Georgios Petrov      | Madżdi Mahmud Jusuf           |
| 62 kg  | İsmail Faikoğlu     | Aroutioun Barseguian | Jeorjos Mustopulos            |
| 68 kg  | Jeorjos Atanasiadis | Ahmad Al-Aosta       | Fatih Özbaş                   |
| 74 kg  | Selahattin Yiğit    | Muhammad al-Chudari  | Ioannis Athanassiadis         |
| 82 kg  | Sebahattin Öztürk   | Alcide Legrand       | Mohamed Zayar                 |
| 90 kg  | William Rombouts    | Hikmet Guenaydin     | Dimitrios Theodoridis         |
| 100 kg | Oemer Arslantas     | Ali Dżabr            | Dionissios Saridis            |

### Lotta greco-romana
| Evento | Oro                    | Argento                      | Bronzo                     |
| 48 kg  | Ramik Celik            | Francesco Costantino         | Hassen Ben Lamine Mastouri |
| 52 kg  | Chalid al-Faradż       | Remzi Öztürk                 | Salah Belguidoum           |
| 57 kg  | Mohamed Nader Al-Sibai | Madżdi Mahmud Jusuf          | Şeref Eroğlu               |
| 62 kg  | Mehmet Âkif Pirim      | Kostas Arkudeas              | Thierry Bastien            |
| 68 kg  | Ghani Yalouz           | Anagnostis Likidis           | Husam ad-Din Hamid         |
| 74 kg  | Martial Mischler       | Yalçın Karapınar             | Petros Triantafilidis      |
| 82 kg  | Nikolaos Zamanis       | Philippe Nagy                | Hamza Yerlikaya            |
| 90 kg  | Hakkı Başar            | Mustafa Abd al-Haris Ramadan | Henri Meiss                |
| 100 kg | Olivier Welzer         | Yilmaz Tahir                 | Giuseppe Giunta            |
| 130 kg | Ali Dżabr              | Saban Donat                  | Panajotis Koniarakis       |

## Medagliere
La nazione ospitante è evidenziata.
| Posizione | Paese   | Oro | Argento | Bronzo | Totale |
| --------- | ------- | --- | ------- | ------ | ------ |
| 1         | Turchia | 10  | 5       | 3      | 18     |
| 2         | Francia | 4   | 2       | 3      | 9      |
| 3         | Grecia  | 2   | 3       | 7      | 12     |
| 4         | Siria   | 2   | 1       | 2      | 5      |
| 5         | Egitto  | 1   | 4       | 2      | 7      |
| 6         | Italia  | 0   | 3       | 1      | 4      |
| 7         | Cipro   | 0   | 1       | 0      | 1      |
| 8         | Tunisia | 0   | 0       | 1      | 1      |
| Totale    | Totale  | 19  | 19      | 19     | 57     |